# Mratsch von Dauba
Mratsch von Dauba (tschechisch Mračtí z Dubé) war ein böhmisches Adelsgeschlecht, das von den Beneschauern abstammte.
Den Aristokraten gehörte in der ersten Hälfte des 15. Jahrhunderts die Festung Mrač bei Beneschau. Ende des Jahrhunderts teilten sie sich in zwei Zweige auf. Dem einen, der bald ausstarb, gehörte Mratsch und die Hälfte von Pertschitz. Der zweite Zweig kaufte im Laufe der Zeit weitere Ländereien hinzu, darunter die Burg Božešice, Svojšice und Zalešany. Bedeutendste Persönlichkeit war Karl Mratsch von Dauba, der unter Friedrich von der Pfalz das Amt des Landesrichters ausübte. Da er jedoch am Ständeaufstand teilnahm, verlor er ein Drittel seiner Besitztümer. Im Jahr 1622 trat er dem katholischen Glauben bei, worauf er die Hälfte der konfiszierten Güter wieder zurückbekam.